# Экономика Барбадоса
Барбадос — развивающееся государство, специализирующееся на международных услугах. Страна с высоким уровнем жизни. Ныне основой экономики являются информационные услуги и туризм.

## Сельское хозяйство
В сельском хозяйстве занято 10 % трудоспособного населения и оно даёт 6 % ВВП. Главной культурой остаётся сахарный тростник, несмотря на сокращение его сбора. Выращиваются также тропические овощи и фрукты.

## Промышленность
С получением независимости предпринимались попытки к диверсификации экономики за счёт развития обрабатывающих производств. Обрабатывающая промышленность представлена предприятиями по обработке сахарного тростника и другими потребительскими отраслями, такими как производство мебели и мыла. Налажено производство комплектующих компьютеров. Ведётся добыча строительного сырья — известняка, песка и глины. В небольшом количестве добываются нефть и природный газ.

## Транспорт
Аэропорты
- всего — 1

Автодороги
- всего — 1600 км, все с твёрдым покрытием

Водный транспорт
- всего судов свыше 1000 грт — 58 водоизмещением 433,390грт/664,998 дедвейт
  - навалочные суда — 11
  - сухогрузы — 32
  - пассажирские — 1
  - пассажирские/сухогрузы — 1
  - нефтяные танкеры — 3
  - специальный танкер — 1
  - roll on/roll of — 1